# Молодинская волость
Молодинская волость — административно-территориальная единица в составе Подольского уезда Московской губернии Российской империи и РСФСР. Центром волости было село Молоди (ныне в сельском поселении Любучанское Чеховского района Московской области). После упразднения волости в 1929 году её территория была распределена между Подольским районом Московского округа и Лопасненским районом Серпуховского округа Московской области.

## Население
По данным на 1890 год в волости проживало 7811 человек, а к 1926 году — 10093 человек.